# Giuseppe Porzio
Giuseppe Porzio, surnommé Pino, (né le 26 février 1967 à Naples) est un joueur et un entraîneur de water-polo italien.
Il est médaillé d'or lors des Jeux olympiques de Barcelone en 1992.
Il est le frère de Francesco Porzio.